# Ayaka
Ayaka (jap. あやか, アヤカ) – żeńskie imię japońskie.

## Możliwa pisownia
Ayaka można zapisać używając wielu różnych znaków kanji i może znaczyć m.in.:
- 彩花, „barwny kwiat”[1]
- 彩夏, „kolor, lato”
- 綾花, „diagonal, kwiat”
- 綾香, „diagonal, kadzidło”
- 絢花, „barwny, kwiat”
- 絢香, „barwny, kadzidło”

## Znane osoby
- Ayaka Hibiki (綾香), japońska aktorka i seiyū
- Ayaka Hirahara (綾香), japońska piosenkarka J-popowa
- Ayaka Iida (絢香), japońska piosenkarka
- Ayaka Kikuchi (彩花), japońska panczenistka
- Ayaka Kimura (絢香), japońska aktorka, była członkini grupy Coconuts Musume fundacji Hello!Project
- Ayaka Komatsu (彩夏), japońska modelka i aktorka
- Ayaka Noguchi (彩佳), japońska siatkarka
- Ayaka Saitō (彩夏), japońska seiyū
- Ayaka Wada (彩花), członkini grupy S/mileage fundacji Hello! Project

## Fikcyjne postacie
- Ayaka Kuroe (綾香), postać z serii Strike Witches
- Ayaka Usami (綾加), bohaterka mangi i anime Gravitation
- Ayaka Yukihiro (あやか), postać z mangi i anime Mahō Sensei Negima!